# Inmigración húngara en Argentina
La inmigración húngara en Argentina comenzó a partir de la Primera Guerra Mundial. Antes de esa fecha, los inmigrantes húngaros no formaban parte de corrientes significativas y todo indica que se trató de viajes individuales. Actualmente, se calcula que aproximadamente 40 000 argentinos son de origen húngaro.

## Corrientes migratorias

### Siglos XVI-XIX: los pioneros
Según los registros de la Orden de San Pablo Primer Eremita en las carabelas de Juan Díaz de Solís que arribaron a las orillas del Río de la Plata llamado “Mar Dulce” en 1516 habían paulinos húngaros. En 1520, durante el viaje de Fernando de Magallanes el húngaro János Varga que formó parte de la expedición como jefe de artillería de la expedición pisó suelo argentino en la Patagonia. Igualmente existen registros de que religiosos húngaros paulinos viajaron en los barcos de Pedro de Mendoza en la fundación de la primera Buenos Aires en el año 1536. Por otra parte, aparece el nombre de Mathe Istvány en el primer mapa de las parcelas de Buenos Aires.
Durante los siglos siguientes, los húngaros László Orosz, Fülöp Ferder y Ferenc Szerdahelyi llegan como parte de las Misiones jesuíticas. Este último se desempeña como jefe de la reducción de Apóstoles (Misiones).
Durante el siglo XIX fueron inmigrantes notables el general Juan Czetz quien se casó con una sobrina de Juan Manuel de Rosas y fue uno de los principales organizadores del Colegio Militar de la Nación durante la presidencia de Domingo Faustino Sarmiento, el banquero e inversionista Carlos Mauricio Schweitzer en 1873 y el coronel Mauricio Mayer.
La inmigración de húngaros de origen judío a la Argentina sólo pudo comenzar a partir de su emancipación política que abrió oportunidades sin precedentes. Durante el periodo del Compromiso austrohúngaro del Reino de Hungría el ministro de religión József Eötvös promulgó la Ley de 1867 sobre la plena igualdad de los judíos. Con la promulgación de la Ley de equiparación de los derechos civiles y políticos de Israel, los residentes judíos pasaron a ser iguales a los cristianos en el ejercicio de todos los derechos civiles y políticos.

### Corrientes migratorias durante elsigloXX

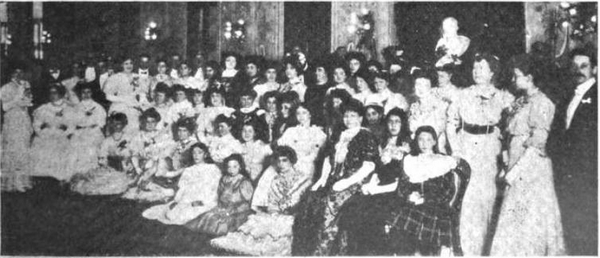
Damas de la colectividad austro-húngara en un baile con motivo del aniversario del emperador Francisco José I de Austria en 1907.

Se distinguen tres grandes etapas en la inmigración húngara del siglo XX a la Argentina:
- La primera tuvo lugar durante y después de la Primera Guerra Mundial. La mayoría de los que llegaron en esta oleada eran campesinos y obreros. Se establecieron en la zona sur del Gran Buenos Aires, sobre todo en Dock Sud, Wilde y Valentín Alsina.
- La segunda etapa de la inmigración húngara tuvo lugar entre 1930 y 1950. La mayoría de los inmigrantes escapaban de la Segunda Guerra Mundial.
- La tercera etapa tuvo como detonante la represión de la Revolución de 1956 contra la Unión Soviética y estuvo mayoritariamente integrada por hombres jóvenes.

## Lugares donde se establecieron
La mayoría de estos inmigrantes húngaros se establecieron en Buenos Aires y sus alrededores, particularmente en los partidos de Avellaneda y Lanús. El resto se repartió entre la ciudad de Córdoba, la provincia de Chaco (particularmente las localidades de Villa Ángela, Santa Sylvina y Coronel Du Graty), Rosario y Bariloche.

## Instituciones
- Federación de Entidades Húngaras (Buenos Aires)

- Ars Hungarica (Buenos Aires)

- Sociedad Húngara de Cultura y Socorros Mutuos de Villa Angela, Chaco (fundada en 1932).

- Colectividad Húngara de Coronel Du Graty (Chaco)

- Cordobai Magyar Kör (ciudad de Córdoba, Argentina)

- Colectividad Húngara de San Carlos de Bariloche

### Publicaciones
Desde 1929, se edita el Argentínai Magyar Hírlap, un periódico de la colectividad húngara actualmente dirigido por Susana Kesserü de Haynal.